# Open Parc Auvergne-Rhône-Alpes Lyon 2017
Il Open Parc Auvergne-Rhône-Alpes Lyon 2017 è stato un torneo di tennis giocato sulla terra rossa nella categoria ATP Tour 250 nell'ambito dell'ATP World Tour 2017. È stata la prima edizione del torneo. Si è giocato al Parc de la Tête d’Or Vélodrome Georges Préveral di Lione, in Francia, dal 21 al 27 maggio 2017.

## Partecipanti

### Teste di serie
| Nazionalità | Giocatore             | Ranking* | Testa di serie |
| ----------- | --------------------- | -------- | -------------- |
| Canada      | Milos Raonic          | 6        | 1              |
| Francia     | Jo-Wilfried Tsonga    | 12       | 2              |
| Rep. Ceca   | Tomáš Berdych         | 13       | 3              |
| Australia   | Nick Kyrgios          | 18       | 4              |
| Francia     | Gilles Simon          | 31       | 5              |
| Argentina   | Juan Martín del Potro | 34       | 6              |
| Croazia     | Borna Ćorić           | 41       | 7              |
| Francia     | Benoît Paire          | 44       | 8              |

* Ranking al 15 maggio 2017.

### Altri partecipanti
I seguenti giocatori hanno ricevuto una wild card per il tabellone principale:
- Tomáš Berdych
- Juan Martín del Potro
- Gilles Simon

Il seguente giocatore è entrato in tabellone con il ranking protetto:
- Thanasi Kokkinakis

I seguenti giocatori sono entrati nel tabellone principale passando dalle qualificazioni:

- Chung Hyeon
- Kyle Edmund
- Gastão Elias
- Nicolás Kicker

I seguenti giocatori sono entrati in tabellone come lucky loser:
- Quentin Halys
- Renzo Olivo
- Tennys Sandgren

## Campioni

### Singolare
Jo-Wilfried Tsonga ha sconfitto in finale  Tomáš Berdych con il punteggio di 7–6(2), 7-5.
- È il quindicesimo titolo in carriera per Tsonga, terzo della stagione.

### Doppio
Andrés Molteni /  Adil Shamasdin hanno sconfitto in finale  Marcus Daniell /  Marcelo Demoliner con il punteggio di 6-3, 3-6, [10-5].